# Rincón de los Sauces
Rincón de los Sauces – miasto w Argentynie, w prowincji Neuquén, w departamencie Pehuenches.
Według danych szacunkowych na rok 2010 miejscowość liczyła 18 691 mieszkańców.